# 長浜町バス転落事故
長浜町バス転落事故（ながはまちょうバスてんらくじこ）は、1956年（昭和31年）1月28日に、愛媛県喜多郡長浜町櫛生（現在の大洲市長浜町櫛生）の三ツ石海岸で発生したバスの転落事故。
強風のため荒れていた伊予灘に磯崎発長浜行きの伊予鉄道（現在の伊予鉄南予バス）のバスが転落し、運転士1名・車掌1名・乗客7名の全員が死亡した。

## 経緯

### 事故の発生
1956年1月28日夜の南予地方は、北海道付近を進む低気圧の影響で、極めて強い風が吹いていた。同日23時ごろの宇和島測候所では、1922年（大正11年）の開設以来の平均、最大瞬間風速を記録している。この強風によって伊予灘は大いに時化て、高い波が立っていた。
磯崎（愛媛県西宇和郡保内町磯崎、現在の八幡浜市）から長浜（愛媛県喜多郡長浜町長浜）への伊予鉄道のバス路線は、全線にわたって海岸線に沿った県道を走る。現在でこそ海岸線沿いの道路（現国道378号）は海面から高く離れた場所を、余裕のある道幅で通っているが、事故当時は海が荒れた際には波が路面を洗うほど低い位置に走っていて、幅も4.5メートルと決して広いものではなかった。そのため運転に技術を要し、経験の長い運転士を当てることとしていたと事故当時の伊予鉄大洲営業所長は話している。事故当時は満潮に近い状態で、波が道路を越えて山側にまで達する状態だったという。
この路線では、風速25メートルを超えた場合には運休するという一応の基準が設けられていたが、運休の判断は運転士に委ねられていた。運転士は運行の判断を下し、始発停留所の磯崎を出発した。出海町停留所までは問題なく進み、運転士、車掌のほかに7名の乗客を乗せて、19時55分（毎日新聞は19時40分と報じる）、次の櫛生停留所へ向けて出発した。
櫛生への海岸沿いの道は、波が路面を洗っていて極めて危険な状況であった。まもなく櫛生の集落に入るというところまで来て、通称三ツ石と呼ばれた箇所の海に突き出たカーブにおいて、バスは転落した。乗員乗客全員が死亡したため転落の原因は定かではないが、波に車がさらわれたとも、波しぶきによる視界不良で運転を誤ったとも推測される。

### 発覚の遅れ
20時ごろにバスが転落しても、その事実はただちには発覚しなかった。
磯崎―長浜線において、もし運転士が運休の判断を下した場合には、大洲営業所に届けることとなっていた。しかし28日夜に運休の連絡はなく、大洲営業所では長浜行きのバスは通常通り運行したものと理解していた。終業報告のような仕組みも存在しなかったため、大洲営業所では28日夜の時点では当該バスの長浜未着を把握できなかった。
また、一日の運行を終えると、運転士は大洲営業所に運行日報を届けることとなっていたが、夜間の磯崎発長浜行きの日報は、長浜に到着後同地の車庫に置き、翌日一番の長浜発大洲行きのバスが届ける段取りとなっていた。29日朝、大洲行きの一番バスが出発する際、車庫には前夜のバスの日報は置かれていなかったため、運転士は、前夜の磯崎からのバスは運休したものととらえた。
しかしこの一番バスが大洲営業所に到着すると、磯崎発長浜行のバスは欠行せず運行されたと認識していた大洲営業所と、当該バスは運休したものと認識していた一番バスの運転士との間で、矛盾が露呈した。運行されたはずの当該バスが長浜に到着したことを確認できず、ここで初めて有事が疑われた。しかしこの時点では警察へ通報せず、大洲営業所長が現場へと急行し、確認してから届け出ることとしたため、通報が更に遅れることとなった。
大洲営業所からの通報があった時点ではすでに、乗客の内の1名であった出海中学校の教諭が消息不明という通報によって警察が捜査を始めていた。教諭は勤務先の出海中学校から長浜の自宅への帰路において当該バスに乗車していた。翌朝出海中学校では、同教諭が出勤しないことを不審に思い、校長が大洲警察署櫛生巡査駐在所に連絡、巡査がバス経路の各停留所を調べたところ、出海町停留所を出発したことは確認できたが、次の櫛生停留所に到着したことを確認できず、出海町から櫛生の間でバスが行方をくらませたことが判明した。

### 捜索活動
バス遭難が明らかになってまもなく、出海櫛生間の県道から見える海中にバスのシャーシが発見された。荒波にもまれたバスは原形を留めずばらばらになり、あらゆる部品は岸辺に打ち寄せられていた。29日の捜索では遺体は全く見つからず、乗客が身につけていたマフラーが見つかったばかりであった。遺族は長浜町の水元旅館（現存しない）を連絡場所として定め、捜索の進展を待った。
同夜は大洲警察署員、地元消防団員ら約200名による徹夜の捜索が行われ、明けて30日朝からは潜水士も加わり、また地元櫛生漁協の網を使った捜索も始まった。30日午前までに、事故発覚のきっかけとなった出海中学校教諭、次いで運転士の遺体が引き揚げられた。事故時の衝撃によってか波をうけたことによってか、遺体の顔はゆがんでいたとされる。
30日午後には捜索作業に海上保安庁巡視船や地元の漁船も加わった。その結果、さらに乗客2名の遺体が収容された。31日午後にも干潮を利用した捜索で乗客2名の遺体が収容、2月4日までにさらに乗客2名の遺体が収容され、運転士と全乗客の遺体が発見された。しかしついに車掌は発見されないまま、2月5日、捜索は打ち切られることとなった（ただ、後年に編纂された年史類の年表の記述では、車掌も含めて死者は9名とされている）。

## 事故後の動き

### 新聞における報道
一瞬のうちに9人の命が失われたこの事件は、事件の翌々日、1月30日の新聞で全国的に報じられた。全国紙では大きな記事とはならなかったが、地元の愛媛新聞は朝刊1面のトップ記事として大々的に報じ、同7面も半分以上をこの事故に割いている。
当初は、遭難したのは運転士、車掌のほかに乗客が8名の計10名と報じられていた。乗客8名のうち1名は身元不明の40歳代の男性で、始発停留所の磯崎から乗ったものと推測されていた。調査が進むと乗車は保内町の宮内停留所、年齢は30-35歳程度と情報が改められたが、身元は分からないままであり、それらしき遺体が上がることもなかった。また、証言は当日事故以前に宮内停留所で男性が降車したというものであり、必ずしも当該バスに乗っているとは限らず、また当該バスに乗っていても出海より前で降りて難を逃れている可能性も考えられた。1月31日までの調査によって、この身元不明の遭難者の候補とされた人々はみな当該のバスには乗っていなかったことが判明し、また行方不明の届出などもされていなかったため、捜査本部は遭難した乗客が7名、遭難者は全部で9名であったと断定した。しかしこの遭難者数の変更は、地元の愛媛新聞でこそ報じられたものの、全国紙で報じられることはなかったため、近年でも本事故を扱った記事では当時の新聞を基にして遭難者数を10名としている記述が見られる。
全国紙が本事故を扱ったのは事故から数日間だけであったが、愛媛新聞は2月に入ってからも遺体の回収の進行状況や遺族の動きなどを逐次報じた。「記者座談会」と称して、本事故に関する社説も掲載している。

### 事故再発防止への取り組み
この事故では、路線に責任者が存在せずバスの運休判断が運転士任せとなっていた点、営業所が翌日までバスの遭難を把握できなかった点など、会社のずさんな管理体制が批判を招いた。背景として、戦後伊予鉄道は急速にバス路線の拡張を進めていたが（走行粁は1947年度から1956年度の9年間で67万km→487万kmと7倍超になっていた）、一方で運行の安全性確保は後手に回っていたという事情があった。当時の宮脇先社長は1958年年頭の挨拶でこの事故を回顧し、「運転士は自分の身が可愛いから、そう事故を起こすものではないとタカをくくっていた……」と述べた。
事故を受けて3月17日には運輸省が伊予鉄道に対して業務改善命令を出したが、2月11日（石手川堤防、重軽傷者8名）、4月9日（肱川村萩野尾、死者1名、重軽傷者30名）、6月1日（松山市湯山、死者2名、重軽傷者29名）にも続けてバスの転落事故を起こしている。5月には労働省から特別管理指導事業場に指定された。
伊予鉄道では事故防止対策として、以下の措置を講じた。
- 会社内の機構改革 - 自動車課では、営業係の権限が強いために営業本位の運営が行われ、労務管理の観点を欠いていたことから、乗務係と乗務所を新設して営業と乗務を分離したほか、乗務員の指導と監督を行う乗務監督員を配置した。また、従来自動車の整備は鉄道と同一に行われていたが、自動車のみの整備課を新設した。
- 完全運転規範の制定
- ダイヤ数の編成替えと運転者の増員 - 運行ダイヤ数を123から131に編成替えし、運転者は155名から175名に増員して勤務時間短縮を図った
- ダイヤ変更と週休制の実施 - 従来は最高拘束時間21時間15分、最高実働時間9時間25分となっていたが、安全を考慮してそれぞれ9時間35分、5時間59分とした。また4週間につき4日としていた公休日は、連続勤務を防ぐため週休制に改められた。
- 運転者の採用
- 連絡所の設置 - 本事故では連絡体制の不備のために発覚が遅れたことから、バスが発着するごとに時刻を記録して、最終車出発後に大洲営業所長に確認報告を行う連絡所を路線の始発地長浜に設置した。連絡所では悪天候、道路損壊、乗務員急病などの際には営業所長から指示を受け、緊急時には発車の停止を命じる。また山間部の路線では、乗務員と営業所の連絡のため終点に電話連絡所を設置し、それができない場合には連絡員の嘱託を行った。
- 気象状況の判断と対策 - 路線ごとに安全運行可能の限度を検討し、気象警報発令時は運行停止や速度制限を行うこととした。
- 気象状況に伴う運行方法の規定 - 強風時の速度制限、運行停止の基準を定めた。

伊予鉄道のバスでは、措置を講じる以前の3年6か月の間に交通事故が101件発生し、201名の死傷者を出していたが、これらの措置を講じてからは事故が大幅に減少した。

### 他のバス事業者への影響
本事故は県下の交通事業者にも衝撃を与え、事故の翌月2月には、愛媛県警察本部が県内バス事業者に参加を求め、乗合自動車事故防止対策協議会が開かれている。この協議会では、1. 車両の整備点検、2. 飲酒運転の厳禁、3. 安全運転に対する監督教養の徹底、4. 採用条件の再検討、5. 労務管理の徹底、6. 悪路線に対する安全運転方策、7. 人命尊重精神の高揚、8. 踏切安全確認の励行、9. 停留場乗降場等の位置の再検討、10、事故発生に対する措置、11. 気象情報に対する措置、12. 優良無事故運転者の表彰、13. 発生事故に対する原因の究明と検討、の13項目について、事故防止対策を検討・討議した。
また、高松陸運局は2月18日、管内のバス事業者に対して本事故を踏まえた警告を発し、1. 悪天候時には責任者が運行中止指令を発すること、2. 運行に対する安全意識を高め、激しい降雨などのときは運行を中止すること、3. 責任者から従業員に対して運行指示を徹底するよう訓練すること、4. バス路線の終着地に所定時刻より30分以上たってもバスが到着しない場合は中間地に問い合わせること、5. 駐泊所と営業所の連絡を密にすること、などの安全対策が指示された。

### その他
愛媛県は、犠牲となった乗客の遺族に対して、社会福祉課を通じて見舞金を贈与することを事故発覚当日に決定した。

## 慰霊碑の建立

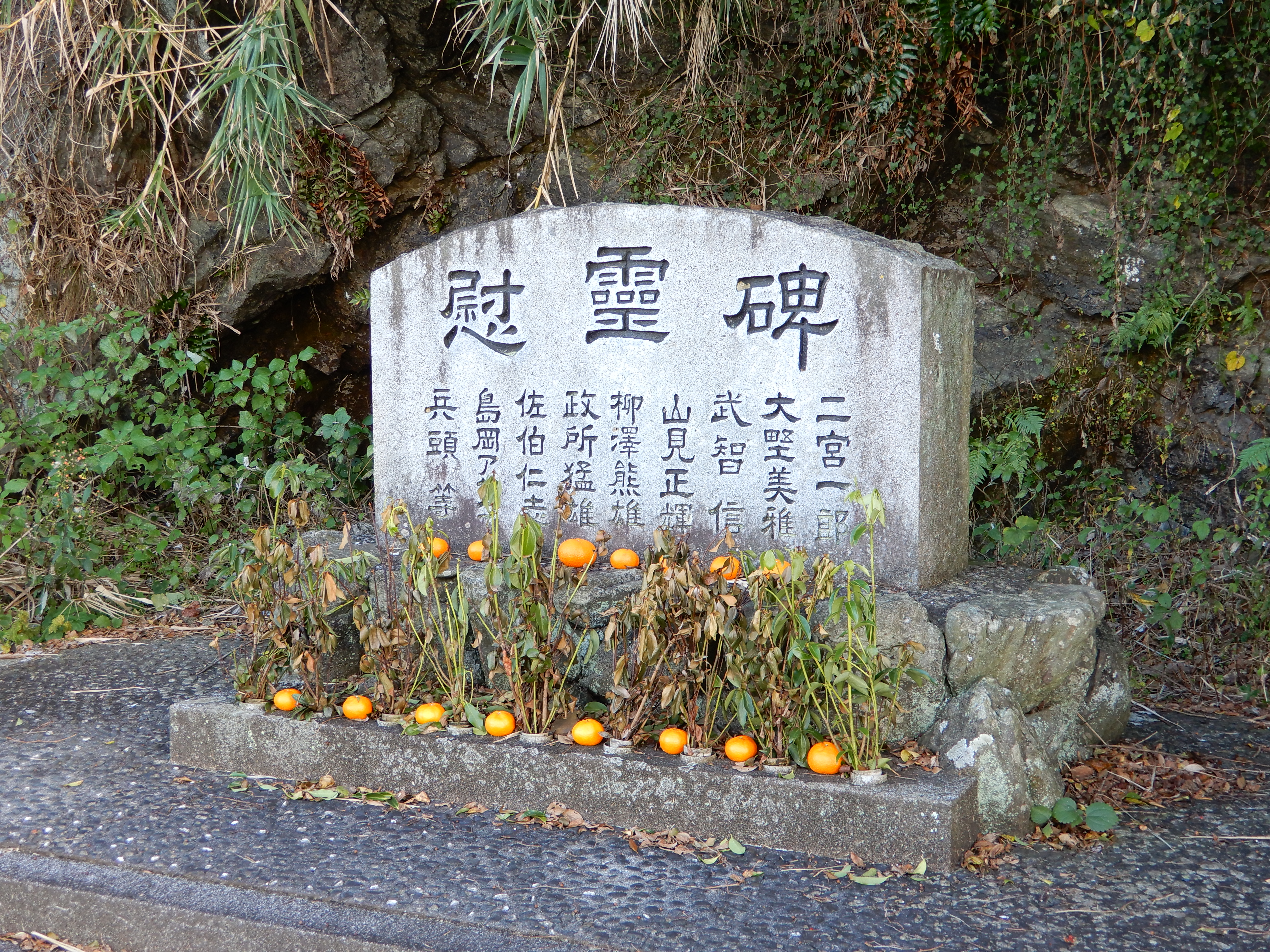
事故が起きた年に建立された慰霊碑。事故現場のやや東側にある。現在でも榊などが供えられる。

事故の翌月、悲惨な事故の記憶を継承し惨事を繰り返さない戒めとするため、犠牲者の慰霊碑を建立する運動が起こった。中心となったのは当時の長浜商工団体の会員33名だった。事故発生から13日後の愛媛新聞には、実際の完成形に近い形の慰霊碑完成図が掲載されている。工事は捜索活動にも携わった地元の松栄建設が行った。慰霊碑は事故現場よりも東側に建立されている。
慰霊碑はまもなく完成し、5月8日に除幕式が執り行われた。上部には当時の久松定武愛媛県知事の筆による「慰霊碑」の3字、その下に9名の全犠牲者の氏名が刻まれている。裏面には伊予鉄道株式会社、伊予鉄道労働組合、長浜町双葉会、長浜町消防団、長浜町連合青年団、長浜町連合婦人会の6団体が世話人として名を連ね、その横には工事に関与した松栄建設、大洲市の田所石材店の名も刻まれている。
事故から60年以上が経過した2019年年末においても、慰霊碑には犠牲者数と同じ、9本の榊が供えられている。季節によっては、みかんなどの供え物なども見受けられる。